# Ion Heliade-Rădulescu
Ion Heliade-Rădulescu o Ion Heliade (Târgoviște; 6 de gener de 1802 - Bucarest; 27 d'abril de 1872) va ser un acadèmic, poeta romàntic i clàssic, assagista, contista, editor i polític romanès d'origen valac. Va ser a més un traductor de literatura estrangera al romanès molt prolífic, autor de diversos llibres de lingüística i història, professor en el Col·legi Sfântul Sava a Bucarest, al com va ajudar a reobrir. Membre fundador i primer president de l'Acadèmia Romanesa.
Heliade-Rădulescu és considerat com una figura avantguardista de la cultura romanesa de la primera meitat del Segle XIX, havent arribat al reconeixement per mitjà de la seva amistat amb Gheorghe Lazăr i el suport a est en el seu propòsit d'interrompre l'educació en grec.
Al llarg de les següents dècades va tenir un paper fonamental en la formació de l'idioma romanès modern, però va causar controvèrsia quan va advocar la massiva introducció de neologismes italians al lèxic romanès. Sent un terratinent liberal moderat i romàntic nacionalista, Heliade-Rădulescu va estar entre els dirigents de la revolució valaca de 1848, després de la qual va ser forçat a passar diversos anys en l'exili. Es va enfrontar a l'ala radical dels revolucionaris de 1948 i va ser constret per donar suport a l'Imperi Otomà en adoptar una forma original de conservadorisme que emfatitzava el paper dels boiards aristocràtics en la història romanesa.

## Biografia

### Infància i joventut
Ió Rădulescu va néixer a Târgoviște, fill d'Ilie Rădulescu, un propietari benestant qui va ser dirigent d'una patrulla durant la dècada de 1810, i d'Eufrosina Danielpol, l'ensenyament de la qual havia estat en grec. Tres dels seus germans van morir de pesta bubónica abans de 1829. Al llarg de la seva infància i joventut, Ion va ser el focus de l'afectiva supervisió paternal: sent àdhuc molt jove, el seu pare Ilie Rădulescu va comprar una casa que havia estat habitada per Gheorghe Lazăr als afores de Bucarest, prop d'Obor, com a regal per al seu fill. En aquests anys la família Rădulescu eren propietaris d'un gran jardí als afores de Bucarest, prop de Herăstrăo, com també d'una residència en les rodalies de Făgăraş i Gârbovi.
Després de rebre una educació bàsica en grec amb un tutor anomenat Alexe, Ion Rădulescu va aprendre per si mateix llegir en romanès ciríl·lic, presumptament estudiant el Romanç d'Alexandre amb ajuda dels servents del seu pare originaris d'Oltènia. Subsecuentemente es va convertir en un àvid lector de novel·les populars, especialment durant la seva estada en Gârbovi cap a 1813, on havia estat enviat per allunyar-li d'aquelles regions afectades per la pesta de Caragea. Després de 1813 el jove Rădulescu va ser educat pel monjo ortodox romanès Naum Râmniceanu. El 1815 va ingressar a l'escola d'ensenyament grec de Schitu Măgureanu a Bucarest, i en 1818 a l'escola Sfântul Sava, on va estudiar sota la supervisió de Gheorghe Lazăr.
A causa de l'aixecament valac, l'escola va cessar les seves activitats entre 1820 i 1821, i mentrestant Ion Rădulescu es va mantenir com a mestre assistent de Lazăr, donant tutoria en aritmètica i geometria. Va ser durant aquests anys que va adoptar el cognom de Heliade, segons el qual, més tard explicaria, era una versió grega de la seva patronímico, el qual derivava de la versió romanesa d'Elías.

### Sota el règim de Grigore IV Ghica
En 1822, després de la malaltia i mort de Gheorghe Lazăr, Heliade va reobrir el Sfântul Sava en el qual va treballar com el seu principal professor, càrrec que va exercir al principi sense cap remuneració.
Altres intel·lectuals es van unir a aquest esforç, entre ells Eufrosin Poteca, i, eventualment, va obrir un curs d'art supervisat per Carol Valştain. La restitució es va dur a terme com a resultat de les ordenances emeses pel príncep Grigore IV Ghica, qui recentment havia estat designat per l'Imperi otomà per ocupar el tron de Valàquia després de la fi del règim fanariota promovent la marginalització dels grecs romanesos que havien pres càrrecs públics en les dècades anteriors. D'aquesta forma el príncep Ghica va patrocinar l'educació en romanès i va definir per mitjà d'un decret oficial a l'educació en grec com la "base de la maldat" (temelia răutăţilor).
A la fi de la dècada de 1820 Heliade es va involucrar en la política cultural. En 1827, juntament amb Dinicu Golescu, va fundar la Societat Literària Romanesa (Sotațietatea literară românească), la qual, per mitjà del seu programa desenvolupat per Heliade mateix, va proposar la transformació de l'escola Sfântul Sava en un col·legi superior, l'obertura d'una la mateixa institució en Craiova, i la creació d'escoles al llarg de totes les poblacions de Valaquia. La Societat Literària Romanesa va promoure l'establiment de diaris en romanès i la fi del monopoli estatal en la premsa. L'agrupació, situada al carrer Podul Mogoșoaiei, actual Calea Victoriei (Avinguda Victoria), es va beneficiar de l'experiència de Dinicu Golescu en l'exterior i de l'adhesió de dos futurs prínceps a les seves files: Gheorghe Bibescu i Barbu Dimitrie Ştirbei. L'agrupació es fonamentava en la francmaçoneria; durant aquests anys Heliade s'havia convertit en un maçó igual que una gran part de la seva generació.
Heliade-Rădulescu va publicar la seva primera obra en 1828, un assaig sobre gramàtica romanesa, a la ciutat de Hermannstat (en romanès: Sibiu) dentonces baix domini de l'Imperi Austríac, i el 20 d'abril de 1829 va començar la impressió del periòdic bucarestiano Curierul Românesc. Aquest va ser l'intent més reeixit de crear un periòdic local: Golescu ja ho havia intentat abans en 1828. Curierul Românesc publicava articles en romanès i en francès i, cap a 1836, va començar a publicar el seu propi suplement literari sota el títol de Curier de Ambe Sexe, el qual es va imprimir fins a 1847. Va ser en aquest on Heliade va publicar Zburătorul, un dels seus poemes més famosos. Inicialment, Curierul Românesc s'editava setmanalment, per després ser publicat bimensualmente fins a 1839, any en què va començar a publicar-se entre tres i quatre vegades a la setmana. Entre els seus principals col·laboradors destacaven Heliade-Rădulescu, Grigore Alexandrescu, Costache Negruzzi, Dimitrie Bolintineanu, Ioan Catina, Vasile Cârlova, i Iancu Văcărescu.
En 1823 Heliade va conèixer a Maria Alexandrescu, de qui es va enamorar apassionadament i amb qui més tard contrauria matrimoni. Cap a 1830 els seus dos fills, Virgiliu i Virgilia, havien mort prematurament, i com a conseqüència d'això el seu matrimoni va sofrir una llarga crisi marcada per freqüents atacs de gelosia per part de Maria. Ion Heliade probablement va tenir una sèrie de relacions extramaritals. Alguns historiadors i fins i tot algun crític literari com George Călinescu creuen que un oficial de la milícia valaca anomenat Zalic, reconegut cap a la dècada de 1840, podia haver estat fill il·legítim d'Ion Heliade.
Després de la mort del seu primer fill, Maria Heliade rebia a la seva casa a l'escriptor Grigore Alexandrescu de qui el mateix Ion sospitava amant d'ella. Com a conseqüència d'això els dos escriptors es van convertir en acérrimos rivals: Heliade es referia a Alexandrescu com "aquell ingrat"; en una carta dirigida a George Bariţ escrita en 1838 Heliade denigrava la poesia i caràcter d'Alexandrescu: creient que en una de les seves rondalles Alexandrescu es representava a si mateix com un rossinyol, Heliade va comentar que en realitat Alexandrescu era "una miserable graula en plomes alienes". Malgrat aquests conflictes maritals Maria Heliade va tenir cinc fills més: quatre filles i un fill, Ion, nascut en 1846.